# Коста (Виченца)
Коста је насеље у Италији у округу Виченца, региону Венето.
Према процени из 2011. у насељу је живело 121 становника. Насеље се налази на надморској висини од 175 м.